# Rio Paraná (vattendrag i Brasilien, Tocantins)
Rio Paraná eller Rio Paranã är ett vattendrag i Brasilien.   Det ligger i delstaten Tocantins, i den centrala delen av landet, 400 km norr om huvudstaden Brasília. Rio Paraná är en biflod till Tocantinsfloden.
Omgivningen kring Rio Paraná är huvudsakligen savann. Området är nästan obefolkat, med mindre än två invånare per kvadratkilometer.